# Jean Dutourd
Jean Gwenaël Dutourd (14 de janeiro de 1920 - 17 de janeiro de 2011) foi um romancista francês. 
Dutourd é um sobrevivente da invasão da França quando, aos vinte anos de idade, foi preso nos primeiros dias após a invasão de seu país pelas tropas nazistas durante a Segunda Guerra Mundial.

## Obras
- 1946  Le Complexe de César  (Gallimard)
- 1947  Le Déjeuner du lundi  (Gallimard)
- 1947  Galère  (Éd. des Granges-Vieilles)
- 1948  L’Arbre  (Gallimard)
- 1950  Une tête de chien  (Gallimard) [em inglês: "A Dog's Head: A Novel" tr. Robin Chancellor (1998) (ISBN 9780226174921)]
- 1950  Le Petit Don Juan, traité de la séduction  (Robert Laffont)
- 1952  Au bon beurre, scènes de la vie sous l’Occupation  (Gallimard)
- 1955  Doucin  (Gallimard)
- 1956  Les Taxis de la Marne  (Gallimard)
- 1958  Le Fond et la Forme, essai alphabétique sur la morale et sur le style  (Gallimard)
- 1959  Les Dupes  (Gallimard)
- 1959  L’Âme sensible  (Gallimard)
- 1960  Le Fond et la Forme, tome II  (Gallimard)
- 1963  Rivarol, essai et choix de textes  (Mercure de France)
- 1963  Les Horreurs de l’amour  (Gallimard)
- 1964  La Fin des Peaux-Rouges  (Gallimard)
- 1965  Le Demi-Solde  (Gallimard)
- 1965  Le Fond et la Forme, tome III  (Gallimard)
- 1967  Pluche ou l’Amour de l’art  (Flammarion)
- 1969  Petit Journal 1965-1966  (Julliard)
- 1970  L’École des jocrisses  (Flammarion)
- 1971  Le Crépuscule des loups  (Flammarion)
- 1971  Le Paradoxe du critique  (Flammarion)
- 1972  Le Printemps de la vie  (Flammarion)
- 1972  Le Paradoxe du critique, suivi de Sept Saisons  (Flammarion)
- 1973  Carnet d’un émigré  (Flammarion)
- 1976  2024  (Gallimard)
- 1977  Mascareigne  (Julliard)
- 1977  Cinq ans chez les sauvages  (Flammarion)
- 1978  Les Matinées de Chaillot  (SPL)
- 1978  Les Choses comme elles sont  (Stock)
- 1979  Œuvres complètes, tome I  (Flammarion)
- 1980  Mémoires de Mary Watson  (Flammarion)
- 1980  Le Bonheur et autres idées  (Flammarion)
- 1981  Un ami qui vous veut du bien  (Flammarion)
- 1982  De la France considérée comme une maladie  (Flammarion )
- 1983  Henri ou l’Éducation nationale  (Flammarion)
- 1983  Le Socialisme à tête de linotte  (Flammarion)
- 1984  Œuvres complètes, tome II  (Flammarion)
- 1984  Le Septennat des vaches maigres  (Flammarion)
- 1985  Le Mauvais Esprit, entretiens avec J.-É. Hallier  (Olivier Orban)
- 1985  La Gauche la plus bête du monde  (Flammarion)
- 1986  Conversation avec le Général  (Michèle Trinckvel)
- 1986  Contre les dégoûts de la vie  (Flammarion)
- 1986  Le Spectre de la rose  (Flammarion)
- 1987  Le Séminaire de Bordeaux  (Flammarion)
- 1989  Ça bouge dans le prêt à porter  (Flammarion)
- 1990  Conversation avec le Général  (Flammarion)
- 1990  Loin d’Édimbourg  (Le Fallois)
- 1990  Les Pensées  (Le Cherche-Midi)
- 1991  Portraits de femmes  (Flammarion)
- 1992  Vers de circonstances  (Le Cherche-Midi)
- 1993  L’Assassin  (Flammarion)
- 1994  Domaine public  (Flammarion)
- 1994  Le Vieil Homme et la France  (Flammarion)
- 1995  Le Septième Jour, récits des temps bibliques  (Flammarion )
- 1996  Le Feld Maréchal von Bonaparte  (Flammarion)
- 1996  Scènes de genre et tableaux d’époque  (Guy Trédaniel)
- 1997  Scandale de la vertu  (Le Fallois)
- 1997  Trilogie française (Le Séminaire de Bordeaux, Portraits de femmes, l'Assassin)  (Flammarion)
- 1997  Journal des années de peste : 1986-1991  (Plon)
- 1998  Grand chelem à cœur  (Le Rocher)
- 1999  À la recherche du français perdu  (Plon)
- 2000  Jeannot, mémoires d’un enfant  (Plon)
- 2001  Le Siècle des Lumières éteintes  (Plon)
- 2002  Dutouriana  (Plon)
- 2004  Journal intime d'un mort  (Plon)
- 2006  Les perles et les cochons  (Plon)
- 2007 : Leporello (Plon) (ISBN 2259206050)
- 2008 : La grenade et le suppositoire (Plon) (ISBN 9782259208000)